# 南原香織
南原 香織（みなみはら かおり、1975年7月2日 -）は、日本のAV女優。

## 略歴・人物
2006年頃にデビューした熟女系のAV女優である。

## 作品

### アダルトビデオ(撮りおろし作品）
2006年
- 28歳 女ざかり 5（3月25日、クリスタル映像）他出演:藤森かおり、松本かおり、山口茜、大川怜、橋本ひな
- この熟女いやらし! お願い、心も体も狂わせて! 忘れていた快感に体の芯までとろけちゃう…（4月11日、アテナ映像）他出演:片桐志穂、太田好美、福田愛
- 人妻恥悦旅行（4月13日、グローリークエスト）
- 生出し熟女ドキュメント ミス・バツイチ（4月27日、レイジングカンパニー）他出演:翔田千里
- 女子に人気のあったクラスのあの娘、覚えてる? オレ、やっちゃった（5月25日、しのだプロジェクト）
- 人妻デリバリー 5（6月17日、クリスタル映像）他出演:町野とびら、鈴木愛美、内田知里、宮田理沙、白井エリ
- 突撃! AVギャルのお宅訪問（6月20日、ホットエンターテイメント）他出演:常夏みかん、来栖多香子、林果
- 競泳水着の人妻（6月22日、アキノリ）共演:翔田千里、高倉梨奈
- Ero Celebrity 淫乱セレブ（6月22日、タカラ映像）
- 艶女「アデージョ」（6月30日、ゴリラプロジェクト）他出演:間宮いずみ、多々野昌稀
- 人妻ラブホテル（7月7日、映天）
- 麗美痴女白書（7月15日、フォーエバー）共演:翔田千里
- 私は痴女 人妻編 奥さん!ヤバイよその腰使い（7月22日、クリスタル映像）他出演:愛田るか、佐々木美優、宮本由紀乃、澪ちとせ、沢木あゆみ
- 艶女 3P ecstasy（7月24日、アニマルビレッジ）他出演:間宮いずみ
- 人妻絶対服従イラマチオ（7月25日、ドリームステージエンタテインメント）
- ANIMAL BACK 6 ケツで抜け 尻肉わしづかみで激しく犯しまくれ（7月31日、アテナ映像）他出演:吉川ルナ、澪ちとせ、戸塚ゆみ
- 禁断実録同性愛者の館（8月4日、アウダースジャパン）共演:宮咲志帆、みにうさ、篠宮慶子
- 熟女 逆ハーレム 5（8月12日、クリスタル映像）他出演:つかもと友希、愛田るか、横山恵子、宮本由紀乃、雪乃
- 主婦露出（8月16日、アリスJAPAN）
- もっとアソコをほじくって…＜若妻編＞（8月31日、シャイ企画）他出演:宮澤ゆうな、松本亜璃沙、姫野愛、多々野昌稀、夏木奈緒
- 綺麗な奥様の童貞狩り（9月1日、ドリームステージエンタテインメント）共演:谷本舞子
- 本当の主人（9月7日、タカラ映像）
- 癒らし。 ～大人の恋愛 VOL.5～（9月15日、アウダーズジャパン）
- OLの帰り道 001 南原かおり 31歳（9月29日、KUKI）
- Age29 南原香織 若妻 元大手企業受付嬢（10月5日、WOMAN）
- 欲求不満なドM熟女のえげつないオナニーとがっついたセックス（10月19日、ドグマ）他出演:坂下麗
- 人妻楽園 Pleasure Love Affair.08 [南原香織×えつこ]　（10月21日、グラフィス）他出演:えつこ
- 昼下がりの淫ら妻 22（10月21日、クリスタル映像）他出演:宮本由紀乃、浅倉いずみ、赤坂なつみ、常盤みどり、浜村咲
- Shall we sex ?（10月25日、ネクストイレブン）共演:赤坂ルナ、美波志保、白鳥るり、野宮凛子、友崎亜希、小林みゆき、相澤さゆり、柚原まこと、星沢マリ
- S級セレブ男嬲り 4時間（10月27日、Nadeshiko）他出演:翔田千里、速水怜、風間ゆみ、立花瞳、橘未稀、あずま樹、日向ありさ、大友早紀、大友唯、水無月なぎさ
- 熟年妻の性 ～蘇ったセックスライフ～（11月25日、マドンナ）共演:篠崎さとみ、萩原亜紀
- 非日常的悶絶遊戯 3人の女教師、ゆみ、香織、亜璃沙の場合（12月10日、AVS）共演:風間ゆみ、松本亜璃沙
- マダム鬼イカセ かおり29歳（12月22日、レアル・ワークス）
- 美熟女不倫旅行 小樽積丹背徳の旅 南原香織 三十歳（12月29日、Nadeshiko）

2007年
- 熟女ヒロイン 12（1月12日、GIGA）
- 「熟女の口はもっと嘘をつく。」 熟雌女anthology #017（1月18日、アウダースジャパン）
- 女性専用エロティックサロン SUCCUBUS（1月25日、アロマ企画）共演:多々野昌稀、山口茜、寺澤しのぶ
- 奥さんの生パンティの脇からチ○ポ差し込んでそのまま発射（1月25日、アロマ企画）他出演:寺澤しのぶ、澤よし乃、ささきふう香、松本亜璃沙、あずま樹
- 不倫デート 人妻だから…（1月25日、h.m.p）他出演:五島せり、星優奈
- 立花里子と集団痴女マダムス 完全版（1月26日、おかず。）共演:立花里子、翔田千里、松本亜璃沙
- 熟露出ダンス!!（2月5日、未来・フューチャー）共演:友田真希、友崎亜希、川島朋子
- セレブ妻不倫リポート VOL.1（2月10日、プレステージ）
- おげれつな! 尻フェチ!（2月25日、未来・フューチャー）他出演:友田真希、友崎亜希、川島朋子、福永あや、若槻めい
- 丘の上の貴腐人シリーズ其の壱 下品なおねだり…（3月2日、映天）
- 叔母さんが優しく教えてあげる（3月5日、小林興業）
- 酔いどれマダムのマル秘遊び アナル・中出し・巨乳妻!（3月7日、桃太郎映像出版）他出演:葉月かんな、早川しのぶ
- 競水ミセス Vol.06（3月10日、AVS）
- 熟女黒人ペニス狂い（3月13日、マルクス兄弟）
- ハイビジョン美尻美熟女（3月16日、Nadeshiko）
- どすこい熟女大相撲（3月25日、マドンナ）共演:加山なつこ、山本さき、ささきふう香、杉田静江、春日井あやの
- 美熟女レズ温泉 其ノ弐（4月6日 映天）共演:志村玲子
- パンスト・ミセス 1（4月10日、AVS）
- 人妻の園（4月19日、MARIA）
- 美人妻アナル中出し 香織26才 不倫旅行（4月20日、ピーターズ）
- 美熟女セレブレティ（4月21日、ルビー）他出演:大友早紀
- 淫熟レズ汁 3（5月5日、ジャネス）共演:川島朋子
- 絞め滾り漆黒に咲く喉頸の微熱（5月10日、天奇）
- 熟女Mコレクター 変態なる飼育（5月10日、AVS）
- 人妻の赤裸々な“M”情事（5月17日、アイエナジー）
- 変態恥療院（5月18日、クリスタル映像）他出演:安藤なつ妃、北崎未来、ほしあいな、春うらら、春さくら、甘井みかん、楠木ももこ
- セレブ熟女 最高の筆おろし! 5（5月25日、マドンナ）共演:あずま樹
- パンスト痴女マダム 4（5月25日、ジャネス）
- 淫麗 セレブ痴女・南原香織（5月29日、WEEKENDER）
- テカリコスメ（6月1日、プレステージ）共演:長谷川あゆみ、矢田あゆみ
- 美熟女競水遊戯 vol.2（6月1日、映天）
- エロカワ奥さん（6月13日、溜池ゴロー）
- 息子ガ実母ヲ犯ス時（6月15日、映天）
- M男の僕は… ムチムチの痴熟女達に嫌になるほど責め続けられたい（6月15日、映天）他出演:風間ゆみ
- 寸止め 16（6月15日、クリスタル映像）他出演:若林樹里、山本瞳子、水森あおい、真中かおり、野々宮りん
- 抜きまくる人妻たち vol.2 美しい人妻30人のフェラ&手こき（6月19日、BRAVO）他29名出演
- 社内露出!　新人OLの皆さ～ん!　私が「下半身丸出し」好きな女社長です。（6月21日、LADY×LADY）共演:仲村もも、白石このみ、椎名めぐみ 他
- 優しい義母の筆下ろし（6月22日、日本メディアサプライ）他出演:瞳れん
- 若妻! レズ! オナニー!!（6月25日、ジャネス）共演:葉月由良
- 犯されたセールスレディ 7（6月25日、マドンナ）他出演:榎本典子、小池裕美
- ハイレグファンタジー2（7月4日、ミル）
- 非日常的悶絶遊戯 ヨガスクールに通い始めたお姉さん、香織の場合（7月4日、AVS）
- くねる熟女と密室デート 8（7月4日、AVS）
- 五代目スケバン熟女（7月4日、AVS）
- 人妻たちの美麗鳴淋炎 ～其ノ弐･慕情炎情～（7月4日、AVS）共演:翔田千里
- 舞妓奴隷（7月4日、AVS）
- 絞め滾り漆黒に咲く咽喉の微熱 05（7月4日、幻奇）他出演:篠宮慶子、セイラ、仲咲千春、椎名めぐみ、一ノ瀬彩香
- 接吻の輪舞曲（7月4日、AVS）共演:松本亜璃沙
- 美観汁悶絶 ミセス主義（7月4日、AVS）
- 有閑婦人 歪んだ陵辱愛（7月5日、ヒビノ）
- 屈辱人妻強姦SEX 180minutes（7月6日、GLAY'z）他出演:風間ゆみ、多々野昌稀
- Cute Wife Cute:1（7月6日、U&K）
- 熟尻パンストエロティズム（7月6日、映天）
- 不倫妻密会旅行（7月6日、映天）
- 酔狂伝 10（7月13日、クリスタル映像）共演:紺野すず、北崎未来 他出演:桜庭彩、大久保怜、古内あいこ、宝生真奈美、南空ゆい、今中あき、東あき
- SEX WIFE 不倫の味は蜜の味（7月14日、グラフィス）
- エロマダムおげれず遊戯 1（7月15日、ジャネス）共演:川島朋子
- レズ温泉羞恥旅（7月19日、スタイルアート）共演:川島朋子
- 人妻の異常な性態（7月20日、映天）
- 職権乱用 第二章（7月27日、U&K）他出演:大槻遥、島田香奈、星優乃
- アイラブロデオ（8月1日、AVS）他出演:翔田千里、千野麗香
- 美熟女…H 22（8月10日、クリスタル映像）他出演:瑞紀志穂、桜井咲子、愛川咲樹、中村りかこ、姫乃蘭
- 暴発性欲 ～仕事のできない女（8月13日、溜池ゴロー）
- 驚愕!人気AV女優たちの泥酔セックス（8月15日、ネクストイレブン）共演:友崎亜希、小林みゆき、野宮凛子 他出演:長谷川ちひろ、美咲ゆりあ、瞳れん、松本亜璃沙
- 団地妻（8月17日、グラフィティジャパン）共演:結衣
- オトナの社交場 エグゼクティブ会員制ラグジュアリーセレブパーティー（9月6日、WOMAN）共演:翔田千里、白鳥美鈴、松本亜璃沙、あずま樹 他
- センズリを見て興奮する熟女たち（9月7日、OFFICE K'S）他出演:白鳥美鈴、川嶋あみ、秋川真理、島中なぎさ
- エロい騎乗位をする女達 1（9月7日、OFFICE K'S）他出演:神崎美樹、浜村咲
- フェロモンマダム vol.3（9月7日、桃太郎映像出版）共演:小池絵美子
- 女神の手 ～豪華熟姫達の手コキ三昧～（9月7日 ZONE）他出演:風間ゆみ、松本亜璃沙、あずま樹、倖田李梨、清原りょう、宮澤ゆうな、佐藤美久、小泉ありさ、ほのか美優
- SEX狂いの女 好色肉欲熟女（9月13日、FAプロ）共演:中山りお
- 熟女達のレズビアン 2 淫蕩女宴（9月18日、グラフィティジャパン）共演:松本亜璃沙、山本祐里、ミュウ
- 尻コキマダム（10月5日、OFFICE K'S）他出演:浜村美咲、神崎美樹
- パンスト美脚ミセス（10月5日、OFFICE K'S）
- 強制立ち電マ 熟女編（10月5日、OFFICE K'S）他出演:増田ゆり子、秋川真理
- 団地妻 旦那に秘密で悶える美肉妻たち3時間（10月12日、ビッグモーカル）他出演:風間ゆみ、佐伯奈々、葉月麗、華咲りょう、水原みなみ
- パンストミセス顔騎 1（10月15日、ジャネス）他出演:あずま樹、麻生京子、赤坂ルナ、山口真理
- ふしだらな関係（10月23日、デジタルアーク）
- 癒しの温泉旅館 美熟女女将 宿帳2（10月26日、グラフィティジャパン）共演:翔田千里
- 人妻ナンパ騙し撮り!!（11月11日、ソルト・ペッパー）他出演:坂本梨沙、七瀬あおい
- 異常性欲 11（11月16日、クリスタル映像）他出演:青木紘子、押切麗奈、千葉ゆかり、白鳥涼子、高岡由紀
- 熟女レズ調教 競泳水着 2（11月19日、スタイルアート）共演:あずま樹
- 熟れた女のセンズリ鑑賞 3（11月25日、ジャネス）他出演:ささきふう香、志村玲子、観乃ひろみ、天海ゆり、藤咲飛鳥、桐島樹莉
- 乳首で感じてシゴかれちゃう僕（12月7日、映天）他出演:桐島樹莉、蒼井美和、矢吹涼子、大橋弥生、北原夏美
- 中出し人妻暴行 膣に注ぎ込んでやる、覚悟しな!3時間（12月15日、ビッグモーカル）他出演:風間ゆみ、佐伯奈々、華咲りょう、葉月麗、水原みなみ
- 恩師の妻（12月17日、グラフィティジャパン）共演:白鳥美鈴

2008年
- スキモノな女たち（1月5日、SODクリエイト）他出演:葉月紗絢、長澤リカ、石川かれん
- 凌辱された熟女JAZZ歌手（1月15日、俺のブルース）
- 美熟女スナック（1月16日、マキシング）他出演:友田真希、望月加奈
- 熟女フェチズム パンスト尻で卑猥なダンス 2（1月18日、映天）共演:坂本梨沙
- 平成ハメ時熟女…かおり（1月18日、映天）
- 泥酔美熟女（1月25日、ジャネス）
- ボディコン、お立ち台で踊ってた女たち 2（1月25日、ジャネス）共演:坂本梨沙
- 電マ大開脚（2月1日、映天）他出演:夏川るい、香月藍、北田優歩、野中あんり 他
- 女教師美脚教育（2月5日、フリーダム）共演:内田理緒、黒谷渚、くれは沙弥
- 女教師顔騎指導（2月5日、フリーダム）共演:内田理緒、黒谷渚、くれは沙弥
- 女教師ペニバン刺導（2月5日、フリーダム）共演:内田理緒、黒谷渚、くれは沙弥
- セレブ妻4時間（2月13日、マルクス兄弟）他出演:浜崎りお、加藤レイナ、間宮いずみ、杏珠、阿立未来、蓮見優里亜
- 美尻妻 欲求不満の人妻列伝（2月15日、映天）
- 超豪華有名女優未公開映像尺八スペシャル バキューム女達 淫乱お口編 2（2月19日、桃太郎映像出版）他出演:白鳥美鈴、Rico、竹内翔子、菜月レオン、あずま樹、赤坂なつみ、山口真理、杉山圭、日向ひな、篠原みい
- 超豪華有名女優未公開映像 突き入れて下さい…熟れた柔肉に 淫乱ファック編 2（2月19日、桃太郎映像出版）他出演:翔田千里、市井明歩、早川しのぶ、山口まりこ、小林美咲
- 熟女読者モデル（2月21日、グローリークエスト）
- Ero Body ムチムチ透けエロボディコンお姉さんは、変態ドスケベ淫乱痴女（2月26日、デジタルアーク）他出演:風間ゆみ、高木紗理奈
- 熟れた女の仮性包茎ベロ皮いじり 其の壱（3月5日、ジャネス）他出演:押切麗奈、谷本舞子、今井ゆり
- 美尻で巨乳な変態美熟女のM男嬲り（3月5日、ワープエンタテインメント）共演:風間ゆみ
- SEX WIFE ～素人妻モデルズ～（3月21日、ビデオバンク）他出演:翔田千里、葉月由良、篠原優衣
- 借金妻のパートタイムセックス（3月25日、ながえスタイル）共演:風間ゆみ、寺澤しのぶ
- 人妻温泉 癒し系 21（3月28日、クリスタル映像）他出演:夏目葉子、明星ちかげ、近藤由美、大林リエ、最上純
- 熟女ナースにトイレでセンズリを見てほしい 1（4月15日、ジャネス）他出演:くれは沙弥、谷本舞子、押切麗奈、中村綾乃、内田理緒
- 償い ～つぐない～ 2（4月25日、ながえスタイル）他出演:日高ゆりあ
- オナニーを我慢できない人妻大尻 自慰惑溺（5月2日、映天）他出演:北原夏美、坂本梨沙、米倉エミ、井川美保
- 美熟女の視線にさらされながらせんずりさせられた僕（5月2日、映天）他出演:黒谷渚、天海ゆり、星優乃 他
- 大人の乱交パーティー 芹沢恋（5月23日、アリスJAPAN）共演:妃すみれ、芹沢恋、堀越香奈
- 大人の乱交パーティー 妃すみれ（5月23日、アリスJAPAN）共演:妃すみれ、芹沢恋、堀越香奈
- 逆輪姦婦人会 2（6月5日、グローリークエスト）共演:米倉エミ、夏目葉子
- レズビアン魂 双頭バイブ キル!キル!キル!（9月21日、h.m.p）共演:翔田千里 他出演:瀬戸ゆうき、吉澤レイカ、高倉梨奈、北崎未来、松浦ユキ、あずま樹
- 美熟女のいやらしい手コキと接吻（9月25日、ジャネス）他出演:内田理緒、渥美イオン、宮本静、押切麗奈、松嶋ルリ、くれは沙弥
- 病みつきになるスケベ熟女の亀頭チンポ責め手コキ（10月15日、ジャネス）他出演:麻生京子、坂下麗、山口美花、北原夏美、鮎川るい
- 乱舞ル・フィッシュ Final（10月24日、WEEKENDER）共演:中村さら、くえは沙弥、桜沢まひる

2009年
- 近親相愛～たびじ～（1月9日、東京音光）他出演:大友早紀、志村玲子 他

### アダルトビデオ（総集編）
2006年
- デジタルフェラチオ20人（11月16日、タカラ映像）他19名出演
- 私は痴女 人妻編 3時間DX4（12月15日、クリスタル映像）他多数出演
- SHY BEST 2006（12月18日、シャイ企画）他多数出演
- The Best Seene of 癒らし。 ～大人の恋愛～（12月21日、アウダースジャパン）他出演:矢吹涼子、澤よし乃、観乃ひろみ、夏美まや、真田ゆかり、友田真希、増田ゆり子

2007年
- チンポを欲しがる熟女たち 7（2月25日、マドンナ）他多数出演
- 超[チョ～]お宝 VOL.04（3月15日、ワープエンタテインメント）他多数出演
- 小林興業上半期売上げランキング 8時間2枚組（7月25日、小林興業）他多数出演
- レズキス SPECIAL 4（8月23日、アウダーズジャパン）他多数出演
- Woman 1st Anniversary（9月20日、WOMAN）他多数出演
- フェラコレ 熟女編 25人のフェラマダム（11月10日、隼エージェンシー）他24名出演
- 極選4時間 人妻デリバリー（11月16日、クリスタル映像）他多数出演
- 綺麗な奥様の童貞狩り 総集編（11月20日、ドリームステージエンタテインメント）他出演:矢吹涼子、白坂百合、高樹紗里奈
- 昼下がりの淫ら妻 8時間100連発!!（11月30日、クリスタル映像）他多数出演
- 熟女が黒人ペニスで咽び泣く3時間!!（12月1日、ワンズファクトリー）他出演:風間ゆみ、早乙女香織
- 接吻の輪舞曲 ～貴姫達の舌舐めSP～（12月1日、AVS）
- Best Scene of 熟雌女anthology（12月21日、アウダースジャパン）他出演:風間ゆみ、つかもと友希、早乙女香織、山口玲子、向井莉奈、志村玲子、天海ゆり
- 2007年RUBY年鑑 東京愛物語&恋する熟女特別篇（12月29日、ビッグモーカル）他出演:紫彩乃、酒井ちなみ、愛田るか、大越はるか、大友早紀、千野麗香、矢吹涼子、芹沢典子

2008年
- 交尾の輪舞曲 ～貴姫達の淫靡な汁演奏～（1月1日、AVS）共演:松本亜璃沙、他多数出演
- 人妻口内陵辱4時間（1月25日、ドリームステージエンタテインメント）他多数出演
- 小林興業 厳選 奥様総集編 2（1月25日、小林興業）他出演
- 熟女Dynamite!2 4時間SP（1月31日、シャイ企画）他多数出演
- 2007年下半期U＆K作品ベスト集（2月22日、U&K）
- 股間が疼く熟女祭 超有名美熟女12人（3月7日、桃太郎映像出版）他11名出演
- レアル3周年記念 鬼イカセ グレイテストヒッツ 4時間 完全保存版（3月21日、レアル・ワークス）
- 極選4時間 美熟女…H（3月28日、クリスタル映像）他多数出演
- 「熟人妻の口はもっと嘘をつく。」4 熟雌女anthology special #007（4月4日、アウダーズジャパン）他出演:風間ゆみ、つかもと友希、神崎美樹、向井莉奈、志村玲子、早乙女香織
- 極選4時間 寸止め 生ごろしはヤメて（5月16日、クリスタル映像）
- 淫熟 エロ女セレクション 10人のセレブたち（5月19日、桃太郎映像出版）他9名出演
- 人格崩壊 電マックス!!!（5月19日、桃太郎映像出版）他出演:二宮沙樹、Rico、愛田るか、松野ゆい、大沢佑香、綾瀬メグ、佐藤江梨花、むらさき真珠、白鳥美鈴 他
- 極選4時間 異常性欲（6月27日、クリスタル映像）他多数出演

他